# 建具製作技能士
建具製作技能士（たてぐせいさくぎのうし）とは、国家資格である技能検定制度の一種で、都道府県知事（問題作成等は中央職業能力開発協会、試験の実施等は都道府県職業能力開発協会）が実施する、建具製作に関する学科及び実技試験に合格した者をいう。
なお職業能力開発促進法により、建具製作技能士資格を持っていないものが建具製作技能士と称することは禁じられている。

## 区分
建具製作の中で木製建具手加工作業、木製建具機械加工作業、アルミ製室内建具製作作業に分かれる。

## 級別
木製建具手加工作業、木製建具機械加工作業、アルミ製室内建具製作作業ともに1級、2級の別がある。

## 実技作業試験内容

### 建具製作(木製建具手加工作業)
- 1級：斜めの中ざん及び組子のある建具を製作する。試験時間＝6時間30分
- 2級：上げ下げ小障子をもち、下部に額を取り付ける建具を製作する。試験時間＝6時間

### 建具製作(木製建具機械加工作業)
- 1級：下部に斜めのつかを配置した建具を製作する。試験時間＝3時間30分
- 2級：下部に斜めのつかを配置した建具を製作する。試験時間＝3時間30分

### 建具製作(アルミ製室内建具製作作業)
- 1級
- 2級